# Хлорид платины(IV)
Хлорид платины(IV) — неорганическое соединение, соль металла платины и соляной кислоты с формулой PtCl4, красновато-коричневые кристаллы, хорошо растворяется в воде, образует кристаллогидраты.

## Получение
- Действие хлора на металлическую платину:

{\displaystyle {\mathsf {Pt+2Cl_{2}\ {\xrightarrow {275-300^{o}C}}\ PtCl_{4}}}}
- Разложение гексахлороплатината(IV) водорода при нагревании:

{\displaystyle {\mathsf {H_{2}[PtCl_{6}]\cdot 6H_{2}O\ {\xrightarrow {275-300^{o}C,Cl_{2}}}\ PtCl_{4}+2HCl+6H_{2}O}}}
- Разложение гексахлороплатината(IV) калия при нагревании:

{\displaystyle {\mathsf {K_{2}[PtCl_{6}]\ {\xrightarrow {250^{o}C}}\ PtCl_{4}+2KCl}}}

## Физические свойства
Хлорид платины(IV) образует красновато-коричневые кристаллы.
Хорошо растворяется в воде.
Образует кристаллогидраты состава PtCl4•n H2O, где n = 1, 4, 5, 7, 8, 10.

## Химические свойства
- Разлагается при нагревании (внутреннее диспропорционирование) даже в атмосфере хлора:

{\displaystyle {\mathsf {2PtCl_{4}\ {\xrightarrow {370-380^{o}C}}\ (Pt^{II}Pt^{IV})Cl_{6}+Cl_{2}}}}
- Кристаллогидрат при нагревании разлагается иначе:

{\displaystyle {\mathsf {PtCl_{4}\cdot 10H_{2}O\ {\xrightarrow {100^{o}C}}\ [Pt(H_{2}O)_{2}Cl_{4}+8H_{2}O}}}
- Гидролизуется горячей водой:

{\displaystyle {\mathsf {PtCl_{4}+(n+2)H_{2}O\ {\xrightarrow {100^{o}C}}\ PtO_{2}\cdot nH_{2}O+4HCl}}}
- С концентрированной соляной кислотой или хлоридами щелочных металлов образует гексахлороплатинаты(IV):

{\displaystyle {\mathsf {PtCl_{4}+2HCl\ {\xrightarrow {}}\ H_{2}[PtCl_{6}]}}}
{\displaystyle {\mathsf {PtCl_{4}+2NaCl\ {\xrightarrow {}}\ Na_{2}[PtCl_{6}]\downarrow }}}
- Восстанавливается водородом:

{\displaystyle {\mathsf {PtCl_{4}+2H_{2}\ {\xrightarrow {250-300^{o}C}}\ Pt+4HCl}}}
- Медленно окисляет муравьиную кислоту:

{\displaystyle {\mathsf {PtCl_{4}+2HCOOH\ {\xrightarrow {\tau }}\ Pt\downarrow +2CO_{2}\uparrow +4HCl}}}
- С платиновой чернью конпропорционирует

{\displaystyle {\mathsf {PtCl_{4}+Pt\ \xrightarrow {300^{o}C} \ 2PtCl_{2}}}}